# Micrathena spitzi
Micrathena spitzi är en spindelart som beskrevs av Cândido Firmino de Mello-Leitão 1932. 
Micrathena spitzi ingår i släktet Micrathena och familjen hjulspindlar. Inga underarter finns listade i Catalogue of Life.